# Trivia
Trivia är  kuriosaartad kunskap om något ämne. Trivia (från latinets "trivial", tre vägar, det vill säga tillgänglig för alla) är egentligen motsatsen till allmänbildning. Det brukar röra sig om relativt okända men enkla fakta om en företeelse, som vad som skett bakom kameran vid en filminspelning, hur fort ljuset går på Mars yta, eller liknande. Ett snarlikt begrepp är pompekunskap.
Vissa klubbar för fans tävlar i vem som kan mest trivia i sitt ämne. Detta faktum har bland annat utnyttjats i tävlingen Kvitt eller dubbelt på TV.